# محمد منتظرالقائم
محمد منتظر قائم (زادهٔ ۱۳۲۷ – کشتهٔ ۵ اردیبهشت ۱۳۵۹) نخستین فرماندهٔ سپاه پاسداران انقلاب اسلامی در یزد بود که توسط هواپیماهای ارتش ایران در طبس کشته شد.

## زندگی‌نامه
او در یک خانوادهٔ مذهبی در شهر فردوس به دنیا آمد. در کودکی به یزد رفت و در آنجا به ادامهٔ تحصیل پرداخت. همزمان با تظاهرات ۱۵ خرداد، در صف مبارزه با حکومت پهلوی درآمد. پس از پایان خدمت در شرکت برق توانیر مشغول به کار شد و همزمان برای استقرار حکومت اسلامی با تشکیل گروهی به مبارزه پرداخت. او در سال ۱۳۵۱ دستگیر و زندانی شد. او بعد از پیروزی انقلاب ۵۷، به عنوان نخستین فرمانده سپاه پاسداران استان یزد انتخاب شد و مسئول بنیانگذاری و تشکیل سپاه یزد و تصفیهٔ کمیته گردید.

## کشته شدن
در ۵ اردیبهشت ۱۳۵۹ و به دنبال شکست عملیات آزادسازی گروگان‌های سفارت آمریکا در ایران (عملیات طبس)، محمد منتظرالقائم در محل هلیکوپترهای به‌جا ماندهٔ ارتش آمریکا در صحرای طبس مشغول محافظت از تجهیزات بود، که توسط شلیک هواپیماهای ارتش ایران کشته شد.
وی در یزد، آرامستان خلد برین دفن شده‌است.